# L'eccezione (album Carmen Consoli)
L'eccezione è il quinto album discografico della cantautrice italiana Carmen Consoli, pubblicato nel 2002.

## Descrizione
È un album fortemente influenzato dall'esperienza acustica di L'anfiteatro e la bambina impertinente, dalla collaborazione con il direttore d'orchestra Paolo Buonvino e dal ritorno della cantautrice in Sicilia, sua terra d'origine. Le canzoni si fanno più sofisticate ed eleganti, come dimostra il primo singolo L'eccezione.
Nell'album, la "cantantessa" omaggia inizialmente i suoi luoghi descrivendo le attività dei pescatori di Aci Trezza in Pioggia d'aprile, per poi passare a immaginare tutta una serie di personaggi ed episodi malinconici, puramente di influenza decadente, in brani dal sapore amaro: vengono affrontati il tema della malattia (in Mulini a vento), quello della depressione (in Matilde odiava i gatti) e quello della solitudine del professore protagonista di Moderato in Re minore. Accanto figurano personaggi di stampo pirandelliano, vittime di episodi grotteschi, come la sposa abbandonata di Fiori d'arancio e Masino, protagonista di una sorta di filastrocca cantata in lingua siciliana e impreziosita da un arrangiamento di musica elettronica.
Il disco si chiude con Carmen, un brano esclusivamente strumentale.
All'esordio in hit-parade, L'eccezione si classificò inaspettatamente primo, superando in termini di vendite l'album di Mina Veleno, pubblicato lo stesso giorno.
Nel 2003 viene pubblicata una versione europea dell'album intitolata Carmen Consoli, contenente due inediti e alcune versioni tradotte in inglese, più una cover.

## Singoli
L'eccezione, primo singolo dell'album, raggiunge la posizione numero 4 della classifica generale italiana dei singoli.
Pioggia d'aprile, pubblicato come secondo singolo, vende 15 000 copie (disco d'oro) ed è un buon successo radiofonico.
Fiori d'arancio è il terzo singolo e raggiunge la posizione numero 1 della classifica 'radiofonica' italiana. In particolare, quest'ultimo, è uno dei brani più suonati dalla cantante, immancabile nelle scalette dei suoi concerti in versioni più o meno rielaborate (folk, rock, elettronica), rendendolo uno dei brani più iconici dell'album e dell'intero repertorio della cantante.

## Tracce
Testi e musiche di Carmen Consoli, eccetto dove indicato.
1. Pioggia d'aprile – 3:22
2. L'eccezione – 3:11
3. Mulini a vento – 3:43
4. Fiori d'arancio – 3:33
5. Matilde odiava i gatti – 3:20
6. Uva acerba – 3:38
7. Moderato in Re minore – 4:20
8. Masino – 1:32
9. L'alleanza – 3:13 (musica: Carmen Consoli, Massimo Roccaforte)
10. Venti del Nord – 3:44 (musica: Carmen Consoli, Salvo Di Stefano)
11. Eppur si muove – 3:20
12. Carmen – 3:03

La durata dell'ultima traccia è in realtà di 7:21 poiché dopo un minuto di silenzio dalla fine di Carmen è presente la traccia fantasma Mathilda Hated Tom Cats, versione inglese di Matilde odiava i gatti, con la partecipazione di Max Gazzè che interviene recitando una parte del testo italiano. Questo brano è una anticipazione della volontà di Carmen Consoli di realizzare un intero album per il mercato estero che si concretizzerà l'anno seguente con la pubblicazione di Carmen Consoli.

## Formazione
- Carmen Consoli – voce, chitarra elettrica, basso, chitarra acustica, percussioni, sintetizzatore, cori
- Massimo Roccaforte – chitarra acustica, chitarra elettrica, marimba, mandolino, sintetizzatore, organo Hammond, pianoforte
- Santi Pulvirenti – chitarra acustica, chitarra elettrica
- Leandro Misuriello – basso
- Puccio Panettieri – batteria, percussioni

Altri musicisti
- Salvo Di Stefano – chitarra elettrica, cori, percussioni, organo Hammond
- Enzo Di Vita – batteria in Venti del nord
- Nello Toscano – contrabbasso
- Gianni Attardi – tromba
- Antonio Caldarella – trombone
- Maurizio Nicotra – clarinetto

## Successo commerciale
L'eccezione debutta alla posizione numero 1 della classifica italiana degli album, diventando il primo album di Carmen Consoli a raggiungere la prima posizione (perché nonostante i grandi successi di vendita e la longevità degli album precedenti, non aveva mai raggiunto il podio). Come i suoi predecessori Stato di Necessità e L'anfiteatro e la bambina impertinente (live), l'album si rivela un grande successo, vendendo oltre 200 000 copie e conquistando due dischi di platino (con la certificazione di quel periodo che equivale a un disco di platino per 100 000 copie vendute), anche grazie alla scelta azzeccata dei tre singoli che hanno trainato l'album.